# Ancistrocerus matangensis
Ancistrocerus matangensis är en stekelart som först beskrevs av Cameron.  Ancistrocerus matangensis ingår i släktet murargetingar, och familjen Eumenidae. Utöver nominatformen finns också underarten A. m. moultoni.